# WV23

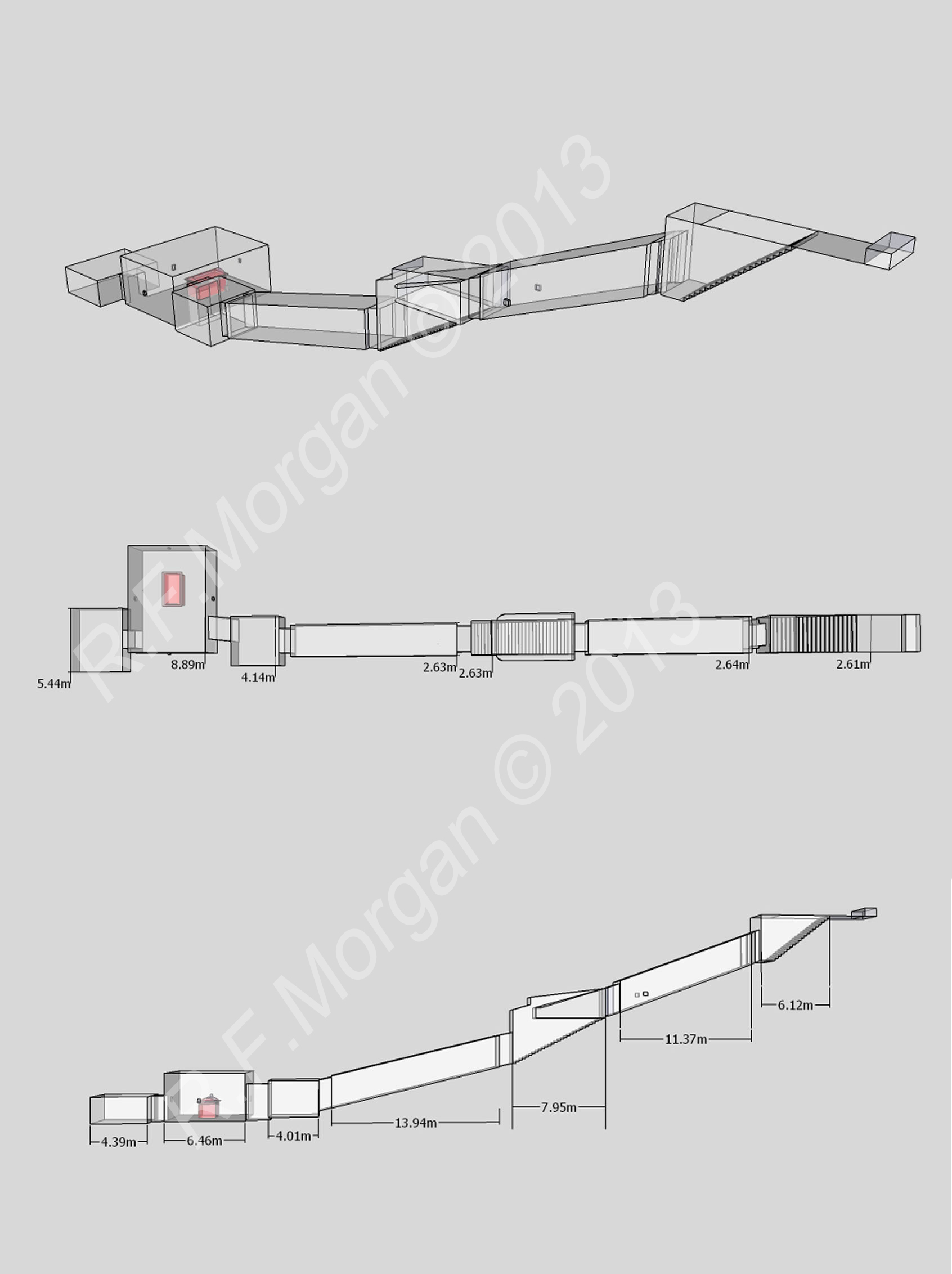
Isometrische Darstellung, Grundriss und Schnittzeichnung des Grabes

WV23 (auch KV23) ist das Grab des Pharaos Eje (18. Dynastie, Neues Reich) im Tal der Könige. Das bereits in der Antike geplünderte Grab wurde im Winter 1816 von Giovanni Battista Belzoni entdeckt, der im Auftrag von Henry Salt in Theben-West grub. Die Bezeichnung WV (West Valley) bezieht sich auf die Lage des Grabes, da es sich nicht wie die anderen Königsgräber im Osttal befindet, sondern wie WV22, WV24, WV25 und WVA im westlichen Tal liegt. WV23 ist auch als „Affengrab“ bekannt. Die Bezeichnung geht auf die Darstellung der zwölf Paviane zurück, die die Nachtstunden im Amduat symbolisieren. WV23 ist das letzte benutzte Grab im Westtal.

## Grabinhaber
Sowohl die Namen des Grabinhabers als auch seine Darstellungen waren, bis auf eine Ausnahme, bereits vor der Entdeckung durch Belzoni zerstört beziehungsweise entfernt worden. Die „Ausnahme“ befindet sich auf der Nord-West-Wand der Grabkammer. Hier ist der König als sein Ka zu sehen. Die Darstellung ist nahezu unzerstört und über seinem Kopf ist der Horusname lesbar: „Starker Stier, mit glänzenden Erscheinungen.“ Dies erlaubte die Zuordnung von WV23 an König Eje.
Das Königsgrab WV23 im Tal der Könige ist das zweite Grab von Eje, bevor er Tutanchamun auf den Thron folgte. Der „Gottesvater“ hatte unter König (Pharao) Echnaton und dessen Sohn Tutanchamun hohe Ämter inne. Sein erstes Grab ist ein Felsengrab auf dem Südfriedhof in Echnatons ehemaliger Hauptstadt Achet-Aton („Horizont des Aton“), nahe dem heutigen Tell el-Amarna. In seinem Grab in Amarna (Amarna Grab 25) findet sich die einzige Fassung des großen Aton-Hymnus, der König Echnaton selbst zugeschrieben wird. Die Inschrift wurde teilweise zerstört, konnte jedoch zuvor von Urbain Bouriant dokumentiert und deshalb übersetzt werden.

## Architektur und Ausstattung

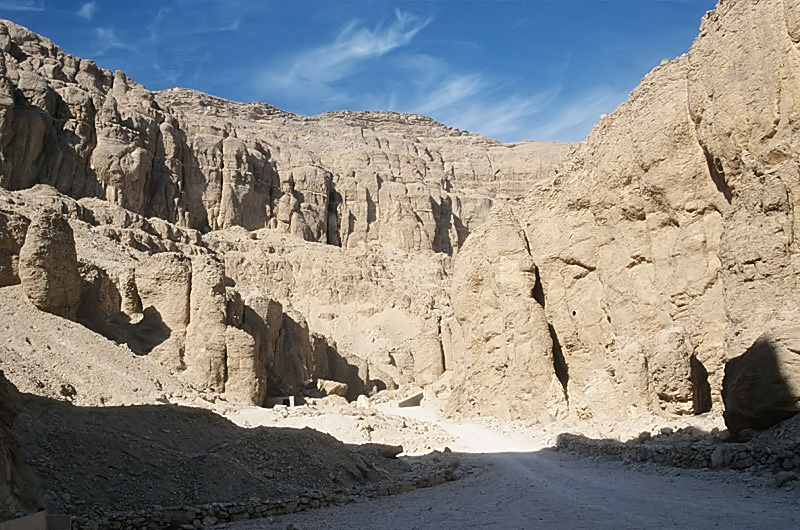
Eingang zu WV23

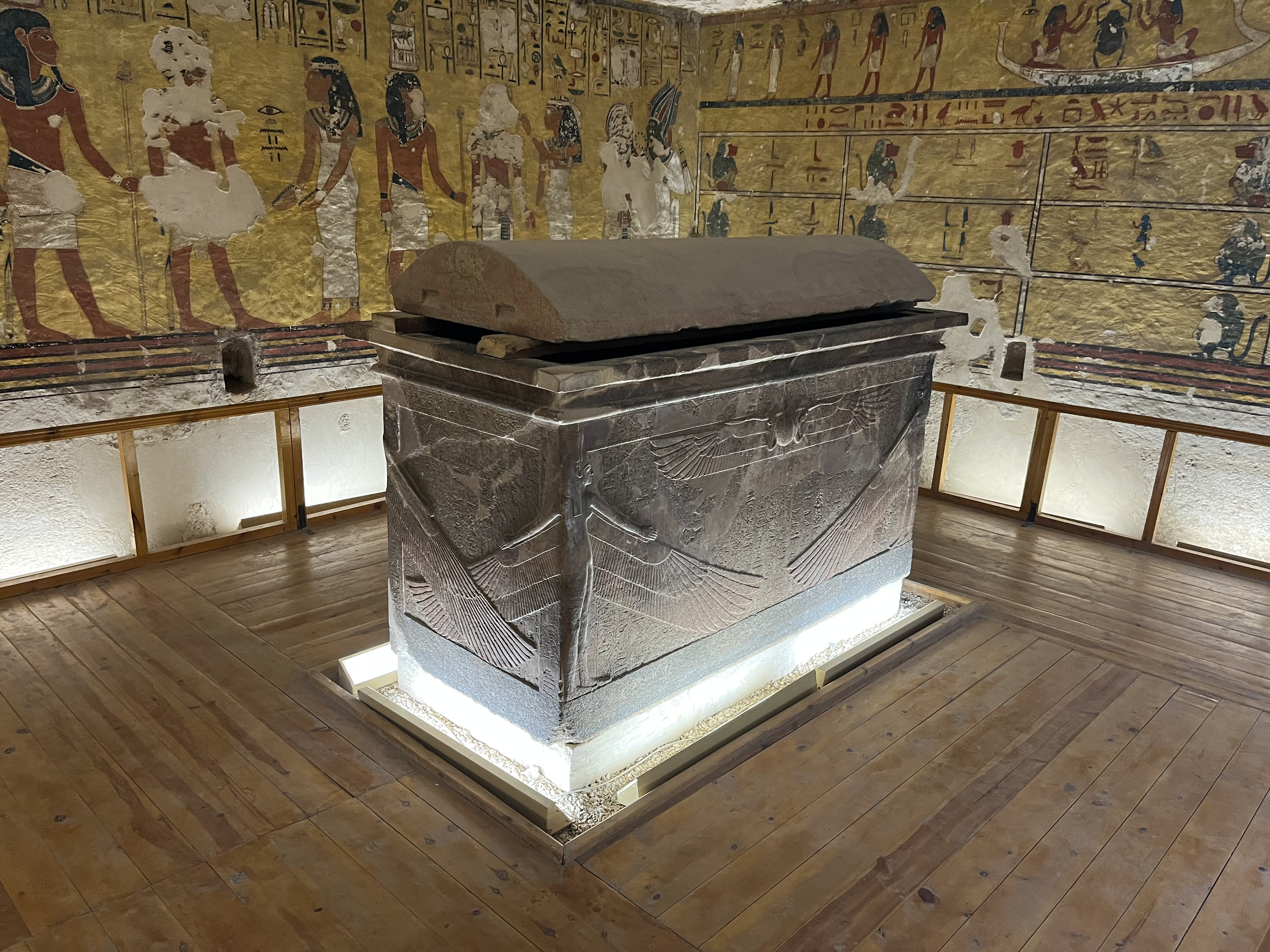
Grabkammer und Sarkophag

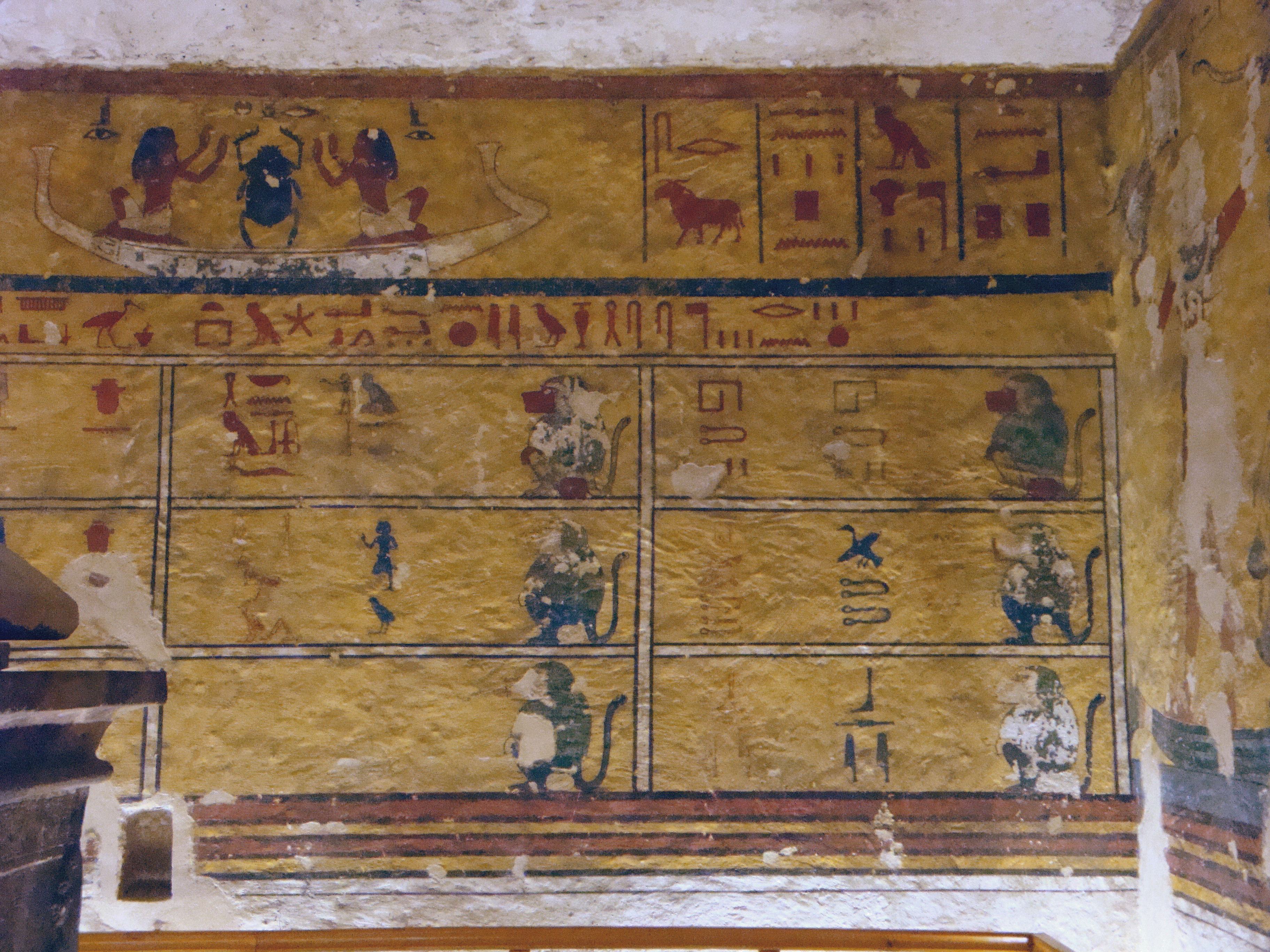
Textauszug aus dem Amduat (Nord-Ost-Wand)

WV23 weist keine charakteristischen Merkmale eines Königsgrabes der frühen 18. Dynastie auf, sondern ähnelt vielmehr dem Königsgrab Echnatons (Amarna Grab 26) in Tell el-Amarna.
Das Grab hat eine Größe von 212,22 m² mit einem Gesamtvolumen von 618,16 m³ und eine Gesamtlänge von 60,16 m. Es ist damit im Verhältnis zu anderen Königsgräbern im Tal der Könige recht klein. Die Achse ist gerade in Nord-Süd-Richtung ausgerichtet und wird als typisch für die Nach-Amarna-Periode betrachtet. WV23 hat insgesamt drei Kammern, die über zwei abgesetzte Korridore erreichbar sind. Im ersten Korridorabschnitt finden sich in den Fels gehauene „Sarkophaghalterungen“, die dazu dienten, den steinernen Sarkophag über Balken bis in die Grabkammer hinabzulassen. Solche Einlassungen im Fels finden sich auch in Grab KV20, das Königin Hatschepsut und König Thutmosis I. zugeschrieben wird. Der erste Raum, der ursprünglich als Schacht geplant gewesen sein könnte, schließt in gerader Linie an den Korridor an. Er wird auch als „Vestibül“ oder „Brunnenkammer“ bezeichnet. Danach folgt die Grabkammer, die ein wenig verschoben zur Achse liegt. Der Türdurchgang zur Grabkammer befindet sich ausnahmsweise rechtsseitig. Es wird vermutet, dass die Grabkammer ursprünglich als „Säulenhalle“ geplant war. Die dahinter befindliche kleine und letzte Kammer, die sogenannte Kanopenkammer, oder auch Anbau, liegt wiederum exakt auf der Achse des Grabes und der Türdurchgang ist hier auf der linken Seite.

### Die Grabkammer
Die Grabkammer hat eine Größe von 57,29 m² und ist der einzig dekorierte Raum im Grab. Jede Wand hat zudem eine kleine Nische für sogenannte „Magische Ziegel“, die jedoch nicht gefunden wurden. Alle Darstellungen des Königs und nahezu alle Kartuschen mit seinen Thron- und Eigennamen wurden zerstört, inklusive der seiner Gattin Tij.

#### Nordwestwand

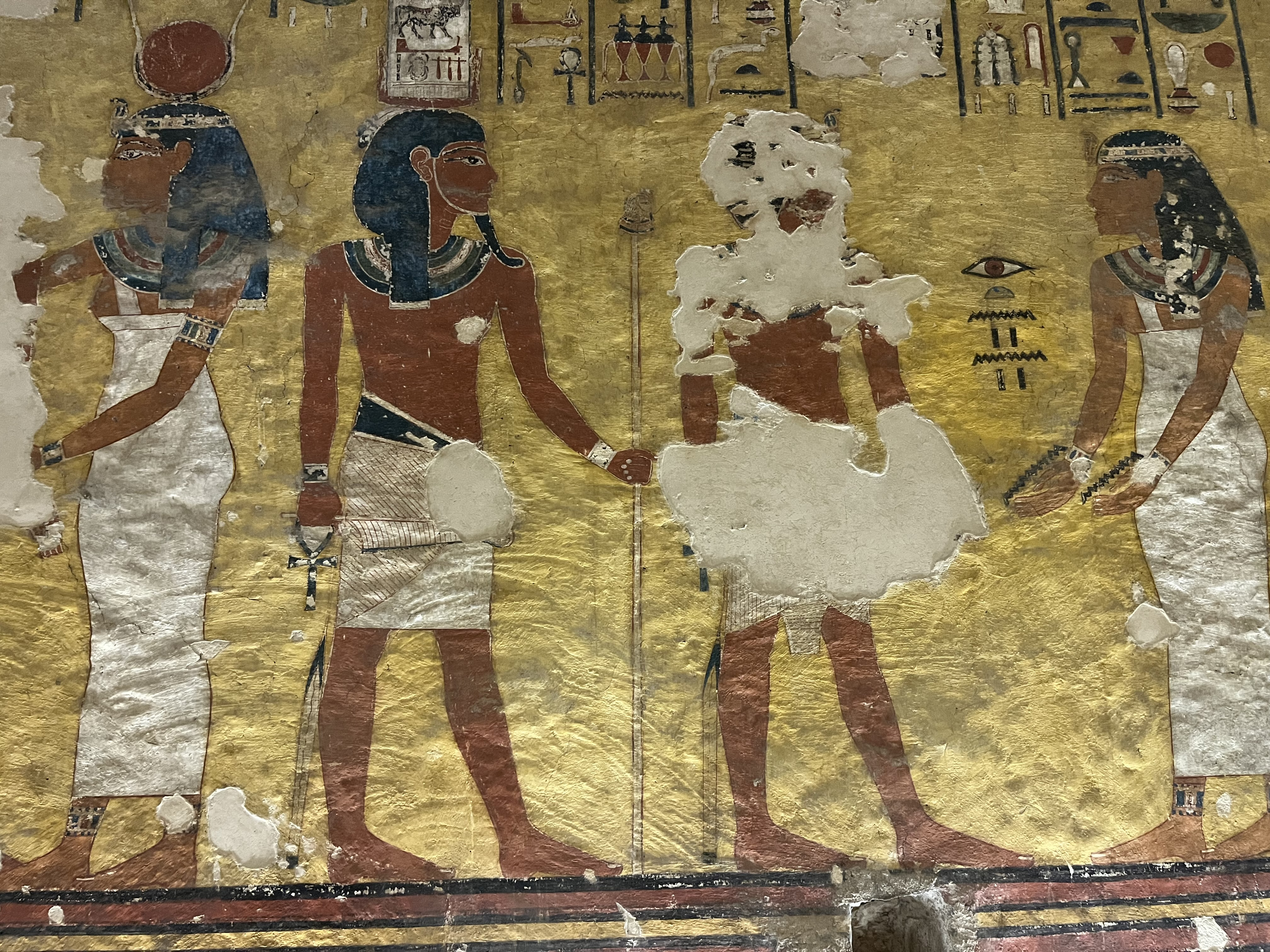
Der König und sein Ka (hinter ihm)

Im Eingangsbereich zur Grabkammer sind über dem Durchgang die vier Horussöhne (Amset, Hapi, Duamutef und Kebechsenuef) dargestellt, die an einem reich gedeckten Opfertisch sitzen. Die Darstellung der Horussöhne als Helfer des Osiris ist für ein Königsgrab erstmals für WV23 belegt. Sie sollen dem Verstorbenen vollkommenen Schutz garantieren. Dieser Abbildung geht eine längere Szene voraus, in der der König zu Beginn von Osiris umarmt wird und er und sein Ka anschließend von den Göttinnen Amentet und Nut begrüßt werden. Hinter dem letzten Ka des Königs steht Hathor, deren Rücken dem König zugewandt und ihr Blick in Richtung des Durchganges zur Grabkammer gerichtet ist. Hier findet sich schließlich auch der einzige im Grab nicht zerstörte Horusname (K3-nḫt ṯḥn-ḫprw - „Starker Stier, mit glänzenden Erscheinungen“) von König Eje je über den beiden Ka-Darstellungen, der eine Grabzuordnung ermöglichte.

#### Südwestwand
Im oberen Drittel ist die Göttin Nephthys zwischen zwei Barken stehend zu sehen. In der linken Barke befinden sich zwei Falkenstandarten, in der rechten Barke stehen hinter Re-Harachte die Gottheiten Atum, Schu, Tefnut, Geb, Nut, Osiris, Isis und Horus. Im unteren Teil der Wand sind die Sprüche 130, 144 und Auszüge der Sprüche 141 und 142 des Totenbuches abgebildet.

#### Südostwand
Hier findet sich die einzige Szene einer Sumpfvogeljagd in einem Königsgrab. Die Darstellungen des Königs und seiner Gemahlin sind zerstört und die Namen wurden ebenfalls entfernt.

#### Nordostwand
Dargestellt sind der ersten vier Stunden aus dem Amduat. Die Dekoration ähnelt stark der im Grab Tutanchamuns, die sich in dessen Grab (KV62) auf der Westwand befindet.

### Funde
Der in Teile zerbrochene Sarkophag, der von Belzoni vorgefunden und von Howard Carter entfernt worden war, wurde 1993 restauriert und 1994 wieder in das Grab zurückgebracht. Er steht allerdings nicht in seiner ursprünglichen Ausrichtung, sondern in umgekehrter. Im Grab fanden sich unter anderem auch Teile einer Begräbnisausstattung, Skulpturen, Krüge, menschliche Überreste und Schreibmaterialien.

## Erforschung
Das Grab wurde 1816 von Giovanni Battista Belzoni, der im Auftrag von Henry Salt stand, bei seiner ersten Untersuchung vom Tal der Könige entdeckt. Belzoni vermerkte seinen Namen und das Entdeckungsdatum auf einem Felsen am Eingang. Die Ausgrabungen erfolgten im selben Jahr. Eigentlich hatte der Entdecker das Grab von Amenophis III. (WV22) besucht und fand WV23 zufällig bei seinen weiteren Erkundungen im westlichen Tal. Belzoni war enttäuscht, da der Sarkophag stark zerstört war. Die Teile des zerstörten Sarkophages wurden 1908 durch Howard Carter in das Ägyptische Museum in Kairo gebracht, wo er lange Zeit ausgestellt war. Erste epigraphische Arbeiten, die Analyse der Inschriften und des Dekors, nahm 1924 Karl Richard Lepsius vor, weitere folgten 1958 durch Alexandre Piankoff, der diese im selben Jahr veröffentlichte. Bei der systematischen Untersuchung und Freilegung des Grabes durch Otto Schaden 1972 für die University of Minnesota wurde der Sarkophagdeckel entdeckt.